# Александер Лаас
Александер Лаас (на немски: Alexander Laas) е германски футболист, роден в Хамбург, Германия на 5 май 1984 г.

## Кариера
Лаас тренира футбол в Нийндорфер ТШФ, а през 2000 г. преминава в Хамбургер. От 2002 до 2006 играе предимно в дублиращия отбор, но през сезон 2006/2007 успява да се наложи в А отбора и в Първа Бундеслига има 19 мача с един гол. За аматьорския отбор има 72 мача и 10 гола. За професионалистите дебютира през сезон 2004/2005 срещу Ханза Рощок, а първият му мач като титуляр е на 30 септември 2006 срещу Айнтрахт Франкфурт. Широката общественост се „запознава“ с него на 3 декември 2005. По време на мача срещу 1. ФК Кьолн фен на „козлите“ хвърля по него палка за барабан, докато футболистът се радва на отбелязан от негов съотборник гол. Палката уцелва Лаас по главата и се налага да му бъде оказана медицинска помощ, за да бъде спряно обилното кървене.
Освен тези мачове, Лаас има още един за Шампионската лига, четири за Купата на УЕФА и един за Купата на Германия.
През лятото на 2007 Лаас заявява, че не вижда възможност да бъде титуляр и предпочита да търси нови предизвикателства. Той преминава в отбора на Волфсбург за около 1,5 милиона евро.
Лаас има общо 25 мача за всички юношески и младежки формации на националния отбор до 19 г.

## Успехи
- Европейски шампион до 16 г.
- Носител на Купата на УЕФА-Интертото

## Любопитно
- Прякор: Алекс
- Хобита: тенис, баскетбол, кино